# Spanien i olympiska sommarspelen 2016
Spanien deltog med 305 deltagare vid de olympiska sommarspelen 2016 i Rio de Janeiro. Totalt vann de sju guldmedaljer, fyra silvermedaljer och sex bronsmedaljer.

## Medaljer
| Medalj | Namn | Sport         | Gren                                       |
| ------ | --- | ------------- | ------------------------------------------ |
| Guld   | Mireia Belmonte | Simning       | Damernas 200 m fjärilsim                   |
| Guld   | Maialen Chourraut | Kanotsport    | Damernas K-1 i slalom                      |
| Guld   | Marc López Rafael Nadal | Tennis        | Herrdubbel i tennis                        |
| Guld   | Marcus Walz | Kanotsport    | Herrarnas K-1 1000 m                       |
| Guld   | Saúl Craviotto Cristian Toro | Kanotsport    | Herrarnas K-2 200 m                        |
| Guld   | Carolina Marín | Badminton     | Damsingel i badminton                      |
| Guld   | Ruth Beitia | Friidrott     | Damernas höjdhopp                          |
| Silver | Orlando Ortega | Friidrott     | Herrarnas 110 m häck                       |
| Silver | Eva Calvo | Taekwondo     | Damernas 57 kg                             |
| Silver | Spaniens damlandslag i basket Anna Cruz Silvia Domínguez Laura Gil Astou Ndour Laura Nicholls Laia Palau Lucila Pascua Laura Quevedo Leonor Rodríguez Leticia Romero Alba Torrens Marta Xargay                     | Basket        | Damernas turnering                         |
| Silver | Sandra Aguilar Artemi Gavezou Elena López Lourdes Mohedano Alejandra Quereda | Gymnastik     | Damernas truppmångkamp i rytmisk gymnastik |
| Brons  | Mireia Belmonte | Simning       | Damernas 400 m medley                      |
| Brons  | Lidia Valentín | Tyngdlyftning | Damernas 75 kg                             |
| Brons  | Joel González | Taekwondo     | Herrarnas 68 kg                            |
| Brons  | Saúl Craviotto | Kanotsport    | Herrarnas K-1 200 m                        |
| Brons  | Spaniens herrlandslag i basket Álex Abrines José Calderón Víctor Claver Rudy Fernández Pau Gasol Willy Hernangómez Sergio Llull Nikola Mirotić Juan Carlos Navarro Felipe Reyes Sergio Rodríguez Gómez Ricky Rubio | Basket        | Herrarnas turnering                        |
| Brons  | Carlos Coloma Nicolás | Cykling       | Herrarnas terränglopp                      |